# Französische Badmintonmeisterschaft 2011
Die Französische Badmintonmeisterschaft 2011 fand in Amiens statt. Es war die 62. Austragung der nationalen Titelkämpfe im Badminton in Frankreich.

## Titelträger
| Disziplin    | Sieger                           |
| ------------ | -------------------------------- |
| Herreneinzel | Brice Leverdez                   |
| Dameneinzel  | Perrine Lebuhanic                |
| Herrendoppel | Baptiste Carême Sylvain Grosjean |
| Damendoppel  | Laura Choinet Weny Rasidi        |
| Mixed        | Baptiste Carême Laura Choinet    |